# Бредов, Михаил Яковлевич
Михаи́л Я́ковлевич Бре́дов (21 сентября 1921, деревня Долгово, Родниковский район, Ивановская губерния, РСФСР — 13 декабря 2001, село Сосновец, Родниковский район, Ивановская область, Россия) — советский организатор сельскохозяйственного производства, хозяйственный деятель. Председатель колхоза «Искра» Родниковского района Ивановской области в 1958—1980-х годах.
Герой Социалистического Труда (1981). Участник Великой Отечественной войны.

## Биография

### Ранние годы и Великая Отечественная война
Родился 21 сентября 1921 года в деревне Долгово на территории современного Родниковского района Ивановской области в крестьянской семье.
В 1934 году окончил Сосновскую начальную школу, в 1937 году — семь классов школы в селе Майдаково. После этого в школе фабрично-заводского ученичества получил специальность токаря. С 1939 года трудился по специальности на Майдаковском заводе.
В апреле 1941 года был призван в Красную Армию. Службу начал в полковой школе в городе Ровно, где готовили специалистов для моторизованных частей. С первых дней Великой Отечественной войны участвовал в боях. Был ранен под Владимир-Волынским. После госпиталя воевал на Западном фронте в составе 8-й гвардейской дивизии генерала И. В. Панфилова, защищал Москву. В декабре 1941 года получил тяжёлое ранение, подорвавшись на мине. В полевом медсанбате ему без наркоза ампутировали ногу. В госпиталях (Орехово-Зуево, Казань, Томск, Омск, Новосибирск, Кемерово) провёл более 15 месяцев, перенёс одиннадцать операций, в ходе которых врачам удалось спасти вторую ногу. Находясь на лечении в Кемерово, окончил курсы бухгалтеров.

### Послевоенная карьера
В мае 1943 года вернулся в родную деревню как инвалид войны. Работал рядовым колхозником, занимался ремонтом сельскохозяйственной техники. Окончил школу заведующих фермами в Родниках. В июле 1944 года был избран председателем местного колхоза «Отпор интервентам». В первые годы его руководства хозяйство находилось в тяжёлом положении: от недоедания и истощения погибал скот, который, по воспоминаниям, приходилось подвязывать верёвками, чтобы он мог стоять.
Одним из первых его дел стало восстановление колхозной мельницы. После запуска агрегата он раздал часть муки из пробного помола колхозникам, за что был привлечён к суду по обвинению в разбазаривании продукции. Суд, однако, разобрался в ситуации, и Бредов отделался порицанием. В ноябре 1948 года он отказался переизбираться на пост председателя.
После этого переехал в село Сосновец. С 1948 по 1954 год работал председателем Сосновского сельского Совета, с 1954 по 1958 год — Кожихинского сельского совета.

### Во главе колхоза «Искра»
В августе 1958 года Михаил Бредов был избран председателем укрупнённого колхоза «Искра» (село Сосновец) и руководил им до ухода на пенсию. Под его руководством хозяйство стало одним из передовых в Ивановской области.
Председатель уделял большое внимание внедрению передовых агротехнических методов. По предложению агронома Валерия Бабанова колхоз начал использовать в качестве органического удобрения плодородный поверхностный слой земли с мест летних стоянок скота, предварительно обогащая его дерном, соломой и золой. Позже хозяйство одним из первых в регионе стало применять аммиачную воду и обезвоженный аммиак, что позволило поднять урожайность зерновых с 7–8 до 30–40 центнеров с гектара. Бредов также был известен новаторским подходом к мотивации работников: так, вместо традиционного празднования окончания посевной он организовал для передовиков поездку в Иваново с посещением театра.
Большое внимание уделялось развитию социальной инфраструктуры. Была построена асфальтированная дорога, связавшая село с райцентром, также были заасфальтированы дороги к фермам и мастерским. Центральная усадьба, Сосновец, была преобразована в благоустроенный «агрогородок» с многоэтажными домами, асфальтированными улицами, освещением и зелёными насаждениями. Опыт колхоза «Искра» изучали не только в СССР; хозяйство посещали делегации из США, Японии, ГДР, Польши, Гвинеи и других стран. Колхоз трижды становился победителем Всесоюзного социалистического соревнования и был постоянным участником ВДНХ СССР.
Указом Президиума Верховного Совета СССР от 13 марта 1981 года «за выдающиеся успехи, достигнутые в выполнении заданий десятой пятилетки и социалистических обязательств по увеличению производства и продажи государству продукции земледелия и животноводства» Михаилу Яковлевичу Бредову было присвоено звание Героя Социалистического Труда с вручением ордена Ленина и золотой медали «Серп и Молот».
Проживал в селе Сосновец. Скончался 13 декабря 2001 года. Похоронен на сельском кладбище в Сосновце.

## Награды
- Золотая медаль «Серп и Молот» (13.03.1981)
- Два ордена Ленина
- Орден Трудового Красного Знамени
- Орден Славы 3-й степени
- Медали

## Память
- В 2010 году на здании школы в селе Сосновец была установлена мемориальная доска в честь М. Я. Бредова[1].
- В центре села Сосновец установлен обелиск в память о 132 воинах-земляках, погибших в Великой Отечественной войне, к которому Бредов регулярно приводил гостей колхоза[2].